# Cvrče
Cvrče je naseljeno mjesto u općini Uskoplje, Federacija Bosne i Hercegovine, BiH.
Cvrče je smješteno na jugu općine, u Privoru.

## Stanovništvo

### 1991.
Nacionalni sastav stanovništva 1991. godine, bio je sljedeći:
ukupno: 272
- Muslimani - 271
- ostali, neopredijeljeni i nepoznato - 1

### 2013.
Nacionalni sastav stanovništva 2013. godine, bio je sljedeći:
ukupno: 183
- Bošnjaci - 183